# Guoliang Yu

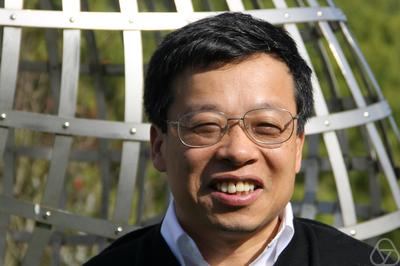
Guoliang Yu

Guoliang Yu (* 11. August 1963) ist ein US-amerikanischer Mathematiker.
Guoliang Yu wurde 1991 an der State University of New York at Stony Brook bei Ronald G. Douglas promoviert (K Theoretic Indices of Dirac Type Operator on Complete Manifolds and Roe Algebra). Als Post-Doktorand war er am MSRI und lehrte danach an der University of Colorado, ab 2000 an der Vanderbilt University und ab 2012 an der Texas A&M University (Thomas W. Powell Lehrstuhl).
Er war unter anderem Gastwissenschaftler am Isaac Newton Institute in Cambridge, am Max-Planck-Institut für Mathematik in Bonn, der Fudan-Universität in Shanghai und der Australian National University.
Er befasst sich mit Nichtkommutativer Geometrie, höherer Indextheorie elliptischer Operatoren, K-Theorie und geometrischer Gruppentheorie. Unter anderem lieferte er Beiträge zur Novikov-Vermutung der Topologie, wonach sogenannte höhere Signaturen  Homotopie-Invarianten sind. Er trug auch zur mit der Novikov-Vermutung verbundenen Borel-Vermutung über die Starrheit asphärischer geschlossener Mannigfaltigkeiten bei und zur ebenfalls in diesen Umkreis gehörenden Baum-Connes-Vermutung in der K-Theorie der C*-Algebren von Gruppen.
Er war 2006 Invited Speaker auf dem Internationalen Mathematikerkongress in Madrid (Higher index theory of elliptic operators and geometry of groups). Er war Plenarsprecher beim International Congress of Chinese Mathematicians.
Er ist Herausgeber beim Journal of Noncommutative Geometry, den Annals of K-Theory, dem Journal of Topology and Analysis und dem Kyoto Journal of Mathematics.
Er ist Fellow der American Mathematical Society.

## Schriften
- mit Piotr Nowak: Large Scale Geometry, European Mathematical Society, Zürich 2012
- The Novikov conjecture for groups with finite asymptotic dimension, Annals of Mathematics, Band 147, 1998, S. 325–355.
- Coarse Baum-Connes conjecture, K-Theory, Band 9, 1995, S. 199–201
- Localization algebras and coarse Baum-Connes conjecture, K-Theory, Band 11, 1997, S. 307–318
- The coarse Baum-Connes conjecture for spaces which admit a uniform embedding into Hilbert space,  Inventiones Mathematicae, Band 139, 2000, S. 201–240.
- mit  I. Mineyev: The Baum-Connes conjecture for hyperbolic groups, Inventiones Mathematicae, Band 149, 2002, S. 97–122.
- mit E. Guentner, R. Tessera:  A notion of geometric complexity and its application to topological rigidity, Inventiones Mathematicae, Band 189, 2012, S. 315–357.